# Рівняння Стейнхарта — Харта
Рівняння Стейнхарта—Харта (англ. Steinhart–Hart equation) — модель, що описує електричний опір напівпровідника при різних температурах. Рівняння має вигляд:
{\displaystyle {1 \over T}=A+B\ln(R)+C[\ln(R)]^{3}}
де:
- {\displaystyle T} — абсолютна температура (у Кельвінах),
- {\displaystyle R} — опір при температурі T (Ом),
- {\displaystyle A}, {\displaystyle B}, {\displaystyle C} — коефіцієнти Стейнхарта—Харта, які варіюються залежно від типу і моделі термістора і від діапазону температур.

Найбільш загальний вигляд цього рівняння містить також терм {\displaystyle [\ln(R)]^{2}}, але ним часто нехтують, оскільки він, як правило, має набагато менше значення, ніж інші коефіцієнти рівняння. Тому в рівнянні вище цей терм не показано.

## Використання
Рівняння найчастіше використовується для отримання точних значень температури термісторів (терморезисторів), оскільки воно забезпечує більш точне наближення до фактичної температури, ніж простіші (лінійні) рівняння, а тому працює у всьому діапазоні робочих температур термодатчика. Коефіцієнти Стейнхарта-Харта зазвичай можна знайти в даташитах, що надаються виробниками термісторів.
Якщо ці коефіцієнти не доступні, їх можна отримати шляхом вимірювання опору при трьох точних значеннях температури з подальшим розв'язанням системи з трьох рівнянь.

## Зворотне рівняння
Для знаходження опору напівпровідника при заданій температурі використовується зворотне рівняння Стейнхарта—Харта:
{\displaystyle R=\exp \left({\sqrt[{3}]{y-{x \over 2}}}-{\sqrt[{3}]{y+{x \over 2}}}\right),}
де:
{\displaystyle {\begin{aligned}x&={\frac {1}{C}}\left(A-{\frac {1}{T}}\right),\\y&={\sqrt {\left({B \over 3C}\right)^{3}+\left({\frac {x}{2}}\right)^{2}}}.\end{aligned}}}

## Коефіцієнти Стейнхарта—Харта
Для знаходження коефіцієнтів рівняння, необхідно знати три робочі точки, а саме три значення опору термістора при трьох відомих температурах.
{\displaystyle {\begin{bmatrix}1&\ln \left(R_{1}\right)&\ln \left(R_{1}\right)^{3}\\1&\ln \left(R_{2}\right)&\ln \left(R_{2}\right)^{3}\\1&\ln \left(R_{3}\right)&\ln \left(R_{3}\right)^{3}\end{bmatrix}}{\begin{bmatrix}A\\B\\C\end{bmatrix}}={\begin{bmatrix}{\frac {1}{T_{1}}}\\{\frac {1}{T_{2}}}\\{\frac {1}{T_{3}}}\end{bmatrix}}}
Знаючи значення опорів {\displaystyle R_{1}}, {\displaystyle R_{2}}, {\displaystyle R_{3}} при температурах {\displaystyle T_{1}}, {\displaystyle T_{2}}, {\displaystyle T_{3}}, можна виразити {\displaystyle A}, {\displaystyle B}, {\displaystyle C}:
{\displaystyle {\begin{aligned}L_{1}&=\ln \left(R_{1}\right),\;L_{2}=\ln \left(R_{2}\right),\;L_{3}=\ln \left(R_{3}\right)\\Y_{1}&={\frac {1}{T_{1}}},\;Y_{2}={\frac {1}{T_{2}}},\;Y_{3}={\frac {1}{T_{3}}}\\\gamma _{2}&={\frac {Y_{2}-Y_{1}}{L_{2}-L_{1}}},\;\gamma _{3}={\frac {Y_{3}-Y_{1}}{L_{3}-L_{1}}}\\\Rightarrow C&=\left({\frac {\gamma _{3}-\gamma _{2}}{L_{3}-L_{2}}}\right)\left(L_{1}+L_{2}+L_{3}\right)^{-1}\\\Rightarrow B&=\gamma _{2}-C\left(L_{1}^{2}+L_{1}L_{2}+L_{2}^{2}\right)\\\Rightarrow A&=Y_{1}-\left(B+L_{1}^{2}C\right)L_{1}\end{aligned}}}

## Розробники рівняння
Рівняння названо на честь двох його розробників, Джона С. Стейнхарта і Стенлі Р. Харта, які опублікували знайдену ними залежність у 1968 році. Професор Стейнхарт (1929–2003), співробітник Американського геофізичного союзу та Американської асоціації сприяння розвитку науки, був членом факультету Університету Вісконсін-Медісон з 1969 по 1991 роки. Доктор Харт, старший науковий співробітник Woods Hole Oceanographic Institution з 1989 року і співробітник Геологічного товариства Америки, Американського геофізичного союзу, Geochemical Society, Європейської асоціації з геохімії.)